# Гертевиц
Гертевиц (нем. Gertewitz) — община в Германии, в земле Тюрингия. 
Входит в состав района Заале-Орла. Подчиняется управлению Оппург.  Население составляет 159 человек (на 31 декабря 2010 года). Занимает площадь 4,21 км².